# 우주에서의 지구의 위치
우주에서 지구의 위치에 대한 지식은 근 400년 동안 망원경 관찰로 축적된 자료에 바탕이 되었고 20세기에 들어서 기하급수적으로 팽창하였다. 초기에는 맨눈으로 볼 수 있는 행성들과 고대의 행성들로 만들어진 지구 위주의 지구중심설이 거론되었지만, 17세기에 들어서 태양중심설이 받아들여지고 윌리엄 허셜을 포함한 다른 과학자들의 관측으로 인해 태양은 디스크 모양의 방대한 은하 사이에 존재하는 수많은 항성들 중 하나인 것을 밝혀냈다. 20세기에는 나선 은하의 관측으로 인해 우리 은하는 팽창하는 우주안에 존재하는 수십억 개의 은하 중 하나일 뿐인 것을 밝혀냈으며 두 가지 부류인 은하단과 초은하단으로 나뉘었다. 21세기에 들어서는 초은하단이 복잡한 은하 필라멘트와 초공동으로 형성되면서 관측 가능한 우주의 구조에 대한 지식이 더욱 정확하고 확실해지고 있다. 초은하단, 은하 필라멘트와 초공동은 아마도 우주에서 가장 크고 일관성있는 구조일 것이다. 커다란 규모에서는 (1000 메가파섹 이상) 우주가 균질적으로 변하며 모든 구성원들은 평균 밀도, 구성, 구조가 같아진다.
우주에는 "중심"이나 "끝"이 없기 때문에 지구의 위치를 쉽게 설명할 수 있는 기준점이 없다. 하지만 관측가능성은 지구의 거리에 기준하기 때문에 지구는 관측 가능한 우주의 중심에 있다. 이 특성을 이용하면 지구와 또 다른 우주의 특정 구조를 이용하여 기준점을 만들 수 있다. 현재로써는 우주가 무한한지 확실치 않으며, 우리의 우주가 다른 수많은 우주 중 하나일 것이라는 추측도 나오고 있다.

## 같이 보기
- 크기 정도 (길이)
- 창백한 푸른 점